# Molekula
Molékula je delec snovi, ki se v tekočinah giblje neodvisno od drugih delcev. Molekulo sestavljata dva ali več atoma, povezana s kemijsko vezjo; glede na kontekst lahko izraz vključuje ali ne vključuje ionov, ki izpolnjujejo to merilo.. Molekula predstavlja najmanjši nedeljiv delec kemijskega elementa ali spojine, ki ohranja kemijske in fizikalne lastnosti te snovi.
Lastnost molekul je celoštevilčno razmerje med kemijskimi elementi, ki sestavljajo spojino, kar podaja empirična formula te spojine. Tako je voda vedno sestavljena iz vodika in kisika v razmerju 2:1, etanol pa iz ogljika, vodika in kisika v razmerju 2:6:1. Vendar pa zgolj razmerje med elementi ne podaja popolnega opisa molekule - dimetileter ima na primer enako razmerje kot etanol. Molekule z istimi atomi v enakih razmerjih imenujemo izomeri.
Kemijska formula po drugi strani odraža natančno število atomov, ki sestavljajo molekulo. Iz nje lahko izračunamo molsko maso, ki jo navadno izražamo v atomski enoti mase, enaki eni dvanajstini mase atoma izotopa ogljika 12C.
O konceptih, podobnih molekulam, se razpravlja že od antičnih časov, vendar so se sodobne raziskave narave molekul in njihovih vezi začele v 17. stoletju. Študija molekul, ki so jo sčasoma izpopolnili znanstveniki, kot so Robert Boyle, Amedeo Avogadro, Jean Perrin in Linus Pauling, je danes znana kot molekularna fizika ali molekularna kemija.

## Etimologija
Glede na Merriam-Webster in Online Etymology Dictionary beseda "molekula" izhaja iz latinskega "moles" ali majhne enote za maso. Beseda izhaja iz francoske molécule (1678), iz nove latinščine molecula, pomanjševalnice latinske moles "teža, masa". Beseda, ki se je do poznega 18. stoletja uporabljala le v latinski obliki, je postala priljubljena po uporabi v filozofskih delih Descartesa.

## Zgodovina
Definicija molekule se je razvijala s povečevanjem znanja o strukturi molekul. Zgodnejše definicije so bile manj natančne, saj so definirale molekule kot najmanjše delce čistih kemičnih snovi, ki ohranjajo svojo sestavo in kemične lastnosti. Ta definicija  pogosto odpove, saj so številne snovi, kot so kamnine, soli in kovine, sestavljene iz velikih kristalnih mrež kemično povezanih atomov ali ionov, niso pa sestavljene iz samostojnih molekul.
Sodobnemu konceptu molekul lahko sledimo nazaj do predznanstvenih in grških filozofov, kot sta Levkip in Demokrit, ki sta trdila, da je vse vesolje sestavljeno iz atomov in praznin. Približno 450 pr. n. št. si je Empedoklej zamislil temeljne elemente (ogenj (), zemlja (), zrak () in vodo ()) in "sile" privlačnosti in odbijanja, ki omogočajo medsebojno delovanje elementov.
Peti element, obstojni eter, je veljal za temeljni gradnik nebesnih teles. Levkipovo in Empedoklejevo stališče je skupaj z etrom sprejel Aristotel, ki ga je prenesel v srednjeveško in renesančno Evropo.
Koncept skupkov ali enot povezanih atomov, tj. "molekul" izvira iz hipoteze Roberta Boyla iz leta 1661, iz njegove slavne razprave The Sceptical Chymist (Skeptični kemik) - da je snov sestavljena iz skupkov delcev in da je kemična sprememba posledica preureditve skupkov. Boyle je trdil, da so osnovni elementi materije sestavljeni iz različnih vrst in velikosti delcev, imenovanih "korpuskule", ki se same lahko preuredijo v skupine. Leta 1789 je William Higgins objavil poglede na tisto, kar je sam imenoval kombinacije "končnih" delcev, kar je napovedovalo koncept valentnih vezi. Če bi bila na primer, glede na Higginsa,  sila med končnim delcem kisika in končnim delcem dušika 6, potem bi bila moč sile temu primerno razdeljena in podobno velja za druge kombinacije končnih delcev.
Besedo "molecule" je ustvaril Amedeo Avogadro. Njegovo delo iz leta 1811 "Essay on Determining the Relative Masses of the Elementary Molecules of Bodies" (Esej o določanju relativnih mas elementarnih molekul teles) v bistvu navaja, tj. v skladu s Partingtonovo A Short History of Chemistry (Kratka zgodovina kemije), da:
Najmanjši delci plinov niso nujno preprosti atomi, temveč so sestavljeni iz določenega števila teh atomov, ki jih privlačnost združuje v eno molekulo.
V skladu s temi koncepti je leta 1833 francoski kemik Marc Antoine Auguste Gaudin predstavil jasno razlago Avogadrove hipoteze, glede atomske teže, z uporabo "volumenskih diagramov", ki jasno prikazujejo tako polpravilne molekularne geometrije, kot npr. kot linearna molekula vode in pravilne molekulske formule, kot je H2O:
Leta 1917 se je do takrat neznani ameriški dodiplomski kemijski inženir Linus Pauling na kmetijski fakulteti v Oregonu učil Daltonove metode povezovanja hook-and-eye, kar je bil v tistem času glavni opis za vezi med atomi. Pauling ni bil zadovoljen s to metodo in je iskal novo metodo na novo nastajajočem področju kvantne fizike. Leta 1926 je francoski fizik Jean Perrin prejel Nobelovo nagrado za fiziko, ker je dokončno dokazal obstoj molekul. To je naredil z izračunom Avogadrovega števila z uporabo treh različnih metod, pri čemer so vse vključevale sisteme tekoče faze. Prvičj je uporabil gamboge milu podobno emulzijo, drugič je uporabil eksperimentalno delo o Brownovem gibanju in tretjič s potrditvijo Einsteinove teorije o vrtenju delcev v tekoči fazi.
obravnavo nasičenih, nedinamičnih sil privlačnosti in odboja, tj. izmenjevalnih sil, molekule vodika. Njuno obravnavanje tega problema z valenčno vezjo sta zapisala v  skupnem dokumentu je bila mejnik, saj sta kemijo povezala s kvantno mehaniko. 
Kasneje, leta 1931, je Pauling na podlagi dela Heitlerja in Londona ter na podlagi teorij iz Lewisovega znanega članka, objavil svoj revolucionarni članek "The Nature of the Chemical Bond" (Narava kemijske vezi), v katerem je uporabil kvantno mehaniko za izračun lastnosti in strukture molekul, kot so koti med vezmi in rotacija okoli vezi. Na podlagi teh konceptov je Pauling razvil hibridizacijsko teorijo za upoštevanje vezi v molekulah, kot je CH4, v kateri se štiri sp³ hibridizirane orbitale prekrivajo z vodikovo orbitalo 1s, kar daje štiri sigma (σ) vezi. Štiri vezi so enake dolžine in moči, kar daje molekularno strukturo, kot je prikazano spodaj:

## Molekularna znanost
Znanost o molekulah se imenuje molekularna kemija ali molekularna fizika, odvisno od tega, ali je poudarek na kemiji ali fiziki. Molekularna kemija se ukvarja z zakonitostmi interakcije med molekulami, kar povzroča nastanek in prekinitev kemičnih vezi, medtem ko se molekularna fizika ukvarja z zakonitostmi njihove strukture in lastnostmi. V praksi pa je to razlikovanje nejasno. V molekularnih znanostih je molekula sestavljena iz stabilnega sistema (vezano stanje), sestavljenega iz dveh ali več atomov. Poliatomske ione se včasih obravnavajo kot električno nabite molekule. Izraz nestabilna molekula se uporablja za zelo reaktivne vrste, tj. kratkotrajne sklope (resonance) elektronov in jeder, kot so radikali, molekularni ioni, Rydbergove molekule, prehodna stanja, van der Waalsovi kompleksi ali sistemi trkajočih se atomov kot v Bose-Einsteinov kondenzatu.

## Razširjenost
Molekule kot komponente snovi so pogoste. Sestavljajo tudi večino oceanov in ozračja. Večina organskih snovi so molekule. Snovi življenja so molekule, npr. beljakovine, aminokisline iz katerih so sestavljene, nukleinske kisline (DNA in RNA), sladkorji, ogljikovi hidrati, maščobe in vitamini. Hranilni minerali so na splošno ionske spojine, torej niso molekule, npr. železov sulfat.
Večina znanih trdnih snovi na Zemlji je delno ali v celoti sestavljena iz kristalov ali ionskih spojin, ki niso sestavljene iz molekul. To vključuje vse minerale, ki sestavljajo Zemljino snov, pesek, glino, kamenčke, skale, balvane, skalno podlago, staljeno notranjost in jedro Zemlje. Vsi ti vsebujejo veliko kemičnih vezi, vendar niso sestavljeni iz prepoznavnih molekul.
Soli ni mogoče opredeliti nobene tipične molekule  niti za kovalentne kristale, čeprav so ti pogosto sestavljeni iz ponavljajočih se enotskih celic, ki se raztezajo v ravnini, npr. grafen; ali tridimenzionalno npr. diamant, kremen, natrijev klorid. Ponavljajoče se enotne celične strukture veljajo tudi za večino kovin, ki so kondenzirane faze s kovinsko vezjo. Zato trdne kovine niso sestavljene iz molekul. V steklu, ki so trdne snovi, ki obstajajo v steklastem neurejenem stanju, atome držijo skupaj kemične vezi brez prisotnosti kakršne koli definirane molekule, niti kakršne koli pravilno ponavljajoče se enotne celične strukture, ki je značilna za soli, kovalentne kristale in kovine.

## Kemične vezi
Molekule na splošno drži skupaj kovalentna vez. Več nekovinskih elementov obstaja le kot molekule v okolju bodisi v spojinah ali kot homonuklearne molekule, ne pa kot prosti atomi: na primer vodik.
Medtem ko nekateri trdijo, da je kovinski kristal mogoče obravnavati kot eno samo velikansko molekulo, ki jo skupaj drži kovinska vez, drugi poudarjajo, da se kovine obnašajo zelo drugače kot molekule.

### Kovalentna vez
Kovalentna vez je kemična vez, ki vključuje delitev elektronskih parov med atomi. Ti elektronski pari se imenujejo skupni pari ali vezni pari, in stabilno ravnovesje privlačnih in odbojnih sil med atomi, ko si delijo elektrone, pa se imenuje kovalentna vez.

### Ionska vez
Ionska vez je vrsta kemične vezi, ki vključuje elektrostatično privlačnost med nasprotno nabitimi ioni. Je primarna interakcija, ki se pojavi v ionskih spojinah. Ioni so atomi, ki so izgubili enega ali več elektronov (imenovani kationi), in atomi, ki so pridobili enega ali več elektronov (imenovani anioni). Ta prenos elektronov imenujemo elektrovalenca za razliko od kovalence). Na splošno velja, da kovine tvorijo katione, nekovine pa anione. Ti ioni lahko bolj zapletene narave, npr. molekularni ioni, kot sta NH4 + ali SO42−. Pri normalnih temperaturah in tlakih ionska vez večinoma ustvarja trdne snovi (ali občasno tekočine) brez ločenih prepoznavnih molekul, vendar uparjanje/sublimacija takih materialov povzroči ločene molekule, kjer so elektroni še vedno dovolj v celoti preneseni, da se vezi štejejo za ionske in ne za kovalentne.

## Velikost molekule
Večina molekul je veliko premajhnih, da bi jih videli s prostim očesom, čeprav lahko molekule mnogih polimerov dosežejo makroskopske velikosti, vključno z biopolimeri, kot je DNK. Molekule, ki se običajno uporabljajo kot gradniki za organsko sintezo, imajo dimenzijo od nekaj angstremov (Å) do nekaj deset Å ali približno eno milijardino metra. Posamezne molekule običajno ni mogoče opazovati s svetlobo, toda majhnim molekulam in celo obrisom posameznih atomov pa je v nekaterih okoliščinah mogoče slediti z uporabo mikroskopa na atomsko silo. Nekatere največje molekule so makromolekule ali supermolekule.
Najmanjša molekula je dvoatomni vodik (H2) z dolžino vezi 0,74 Å.
Efektivni molekularni polmer je velikost, ki jo ima molekula v raztopini.

## Molekulska formule

### Vrste kemijskih formul
Kemijska formula za molekulo uporablja eno vrstico, ki je sestavljena iz simbolov kemijskih elementov, številk in včasih tudi drugih simbolov, kot so oklepaji, pomišljaji ter znaka plus (+) in minus (−).
Empirična formula spojine je zelo preprosta vrsta kemijske formule. Pokaže celoštevilsko razmerje kemičnih elementov, ki ga sestavljajo. Na primer, voda je vedno sestavljena iz razmerja atomov vodika in kisika 2:1, etanol (etilni alkohol) pa je vedno sestavljen iz ogljika, vodika in kisika v razmerju 2:6:1. Vendar to ne določa enolično vrste molekule – dimetil eter ima na primer enaka razmerja kot jih ima etanol. Molekule z enakimi Atomi v različnih razporeditvah imenujemo Izomeri. Tudi ogljikovi hidrati imajo na primer enako razmerje (ogljik:vodik:kisik = 1:2:1) (in s tem enako empirično formulo), a različno skupno število atomov v molekuli.
Molekulska formula odraža natančno število atomov, ki sestavljajo molekulo, in tako označuje različne molekule. Vendar imajo lahko različni izomeri enako atomsko sestavo, vendar so različne molekule.
Empirična formula je pogosto enaka molekulski formuli, ampak ne vedno. Na primer, molekula acetilena ima molekulsko formulo C2H2, vendar je najenostavnejše celoštevilsko razmerje elementov CH.
Molekulsko maso je mogoče izračunati iz kemijske formule in je izražena v enotah atomske mase, ki so enake 1/12 mase nevtralnega atoma ogljika-12 (12C izotop).

### Strukturna formula
Za molekule z zapleteno tridimenzionalno strukturo, zlasti z atomi vezanimi na štiri različne substituente, preprosta molekulska formula ali celo polstrukturna kemijska formula včasih ni dovolj dobra za popolno določitev molekule. V tem primeru je  potrebna grafična vrsta formule, imenovana strukturna formula. Strukturne formule so lahko predstavljene z enodimenzionalnim kemijskim imenom, vendar takšna kemijska nomenklatura zahteva veliko besed in izrazov, ki niso del kemijskih formul.

## Molekularna geometrija
Molekularna geometrija ali molekularna struktura je tridimenzionalna razporeditev atomov znotraj molekule.
Molekule imajo statično ravnotežno geometrijo - dolžine vezi in kote - okoli katerih nenehno nihajo z vibracijskimi in rotacijskimi gibi. Čista snov je sestavljena iz molekul z enako povprečno geometrijsko strukturo. Kemijska formula in struktura molekule sta dva pomembna dejavnika, ki določata njene lastnosti, zlasti reaktivnost. Izomeri imajo skupno kemijsko formulo, vendar imajo običajno zelo različne lastnosti zaradi različnih struktur. Stereoizomeri, posebna vrsta izomera, imajo lahko zelo podobne fizikalno-kemijske lastnosti in hkrati različne biokemične aktivnosti.